# 19-Lachter-Stollen

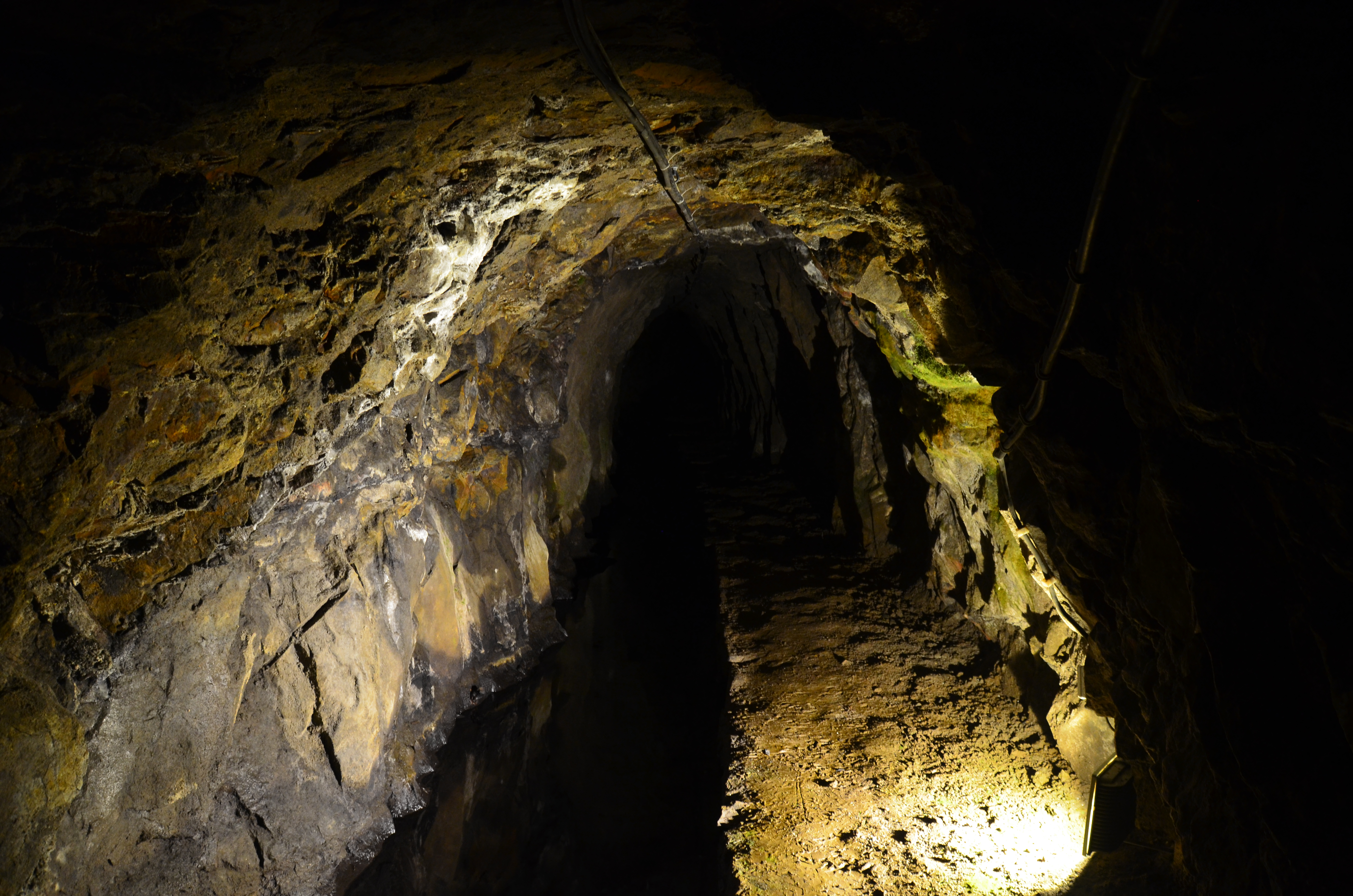
19-Lachter-Stollen

Der 19-Lachter-Stollen (auch Oberer Wildemanns-Stollen, Getroster Hedwigstollen oder Sechszig-Lachter-Stollen genannt) ist ein Wasserlösungsstollen des Oberharzer Bergbaus.
Das Mundloch des Stollens befindet sich in Wildemann, einem Stadtteil der Berg- und Universitätsstadt Clausthal-Zellerfeld. Von hier aus erstreckt er sich über eine Länge von 8,8 km bis hinter Clausthal-Zellerfeld. In seinem Verlauf diente der Stollen der Wasserhaltung, also der Ableitung der anfallenden Grubenwässer, der an ihn angeschlossenen Erzgruben des Wildemanner, des Zellerfelder und später auch des Clausthaler Reviers.
Der 19-Lachter-Stollen wurde 2010 als ein Teil des Oberharzer Wasserregals zum Weltkulturerbe der UNESCO unter der Bezeichnung Bergwerk Rammelsberg, Altstadt von Goslar und Oberharzer Wasserwirtschaft ernannt.
Der 19-Lachter-Stollen ist Bestandteil der Welterbe-Route des UNESCO-Welterbes im Harz.

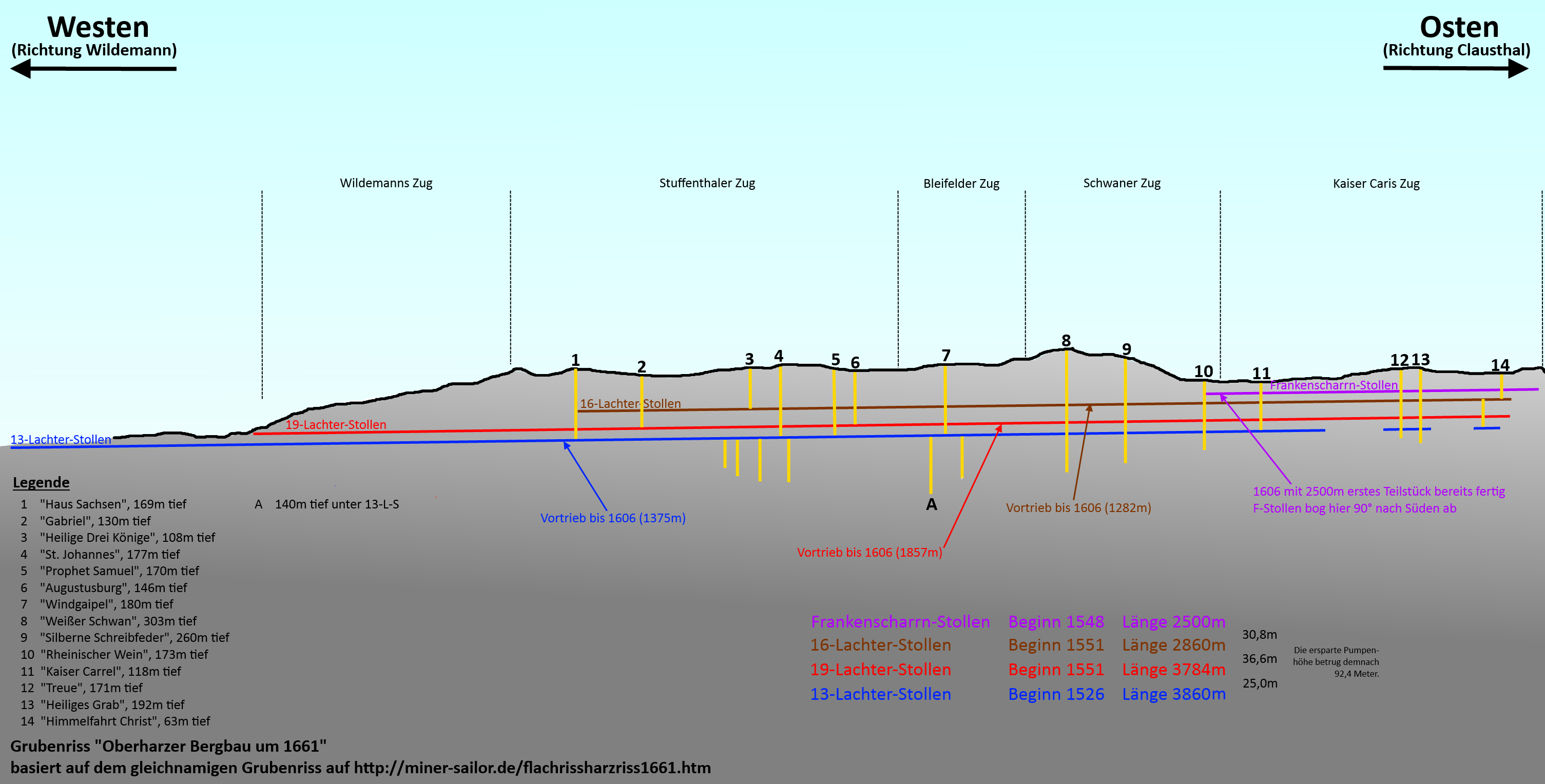
Grubenriss von 1661 mit der Lage des 19-Lachter-Stollens

## Geschichte
Unter Herzog Heinrich dem Jüngeren wählte man 1535 an der Innerste gegenüber dem Wildemanner Rathause den Ansatzpunkt für das erste Mundloch. Ab 1551 begann man mit den eigentlichen Arbeiten, um eine Möglichkeit der Bewetterung des Tiefen Wildemanns-Stollens zu schaffen. Aufgrund sehr harten Gesteins stellte man noch im selben Jahr die Arbeiten ein. Erst 1570 setzte man unter Herzog Julius die Arbeiten an dem dann als Getroster Hedwigstollen bekannten Stollen fort. Bis 1690 wurde er in mühseliger Arbeit, anfangs allein mit Schlägel und Eisen, in den Berg getrieben. Der Vortrieb pro Bergmann und Schicht betrug nur zwischen einem und wenigen Zentimetern.
Auf diese Weise erreichte man nach 2308 Lachtern (4440 m) im Jahr 1685 die Clausthaler Markscheide und nach weiteren 2150 Lachtern (4136 m) die Grube Prinzess-Elisabeth. Darüber hinaus verlängerte man den Stollen um weitere 126 Lachter (242 m) auf die letztendliche Gesamtlänge. Am Ende, bei der Grube Caroline im Burgstätter Gangzug weit hinter Clausthal-Zellerfeld, bringt der Stollen eine Teufe von 115 Meter ein.
Beim ursprünglichen Mundloch begann man 1690 mit dem Abteufen der Grube Haus Ditfurth.

### Nutzung als Wasserlösungsstollen
Obwohl zunächst als Bewetterungsstollen konzipiert, wurde er später an den höhergelegenen 16-Lachter-Stollen angebunden und zu einem Wasserlösungsstollen umfunktioniert. Zuvor war bereits der 13-Lachter-Stollen, auch Tiefer Wildemanns-Stollen genannt, begonnen worden. Wegen des extrem harten Gesteins ging der Vortrieb der Stollen mit unterschiedlicher Geschwindigkeit voran. Der 16-Lachter-Stollen erreichte zuerst die Zellerfelder Grube Rheinischer Wein; erst später folgten 19- und 13-Lachter-Stollen und schafften ein System, das es erlaubte, den Zellerfelder Zug zu entwässern und Schächte bis auf ca. 200 m abzuteufen. Nachdem der 13-Lachter-Stollen angebunden war, fiel der 19-Lachter-Stollen teilweise wieder trocken und konnte befahren werden.
Ab 1809 wurde der Adolfstollen (auch 19-Lachter-Adolph-Stollen) von einem neuen Mundloch aus vorgetrieben. Dieser neue Stollen war 1819 mit dem Haus Sachsener Schacht der Grube Neuer St. Joachim durchschlägig und wurde ab 1840 als neues Mundloch des 19-Lachter-Stollens genutzt. Auf diese Weise führte man über den Blindschacht Ernst-August und von der Grube Neuer St. Joachim geförderte Erze unmittelbar den Pochwerken zu.

### Namensgebung
Der Name 19-Lachter-Stollen kommt vom „Lachter“, einem Längenmaß aus dem Bergbau. Der Stollen wurde so genannt, da er 19 Clausthaler Lachter (ca. 36 m) unter dem Glückswardstollen lag, welcher wiederum auch 16-Lachter-Stollen genannt wurde, da er 16 Lachter unter dem Frankenscharrn-Stollen, dem Hauptstollen des östlichen Zellerfelder Gangzuges, lag.

### Grube Ernst-August
Die Grauwacke, in die der Stollen getrieben wurde, enthält auch vereinzelte Erzgänge. Insbesondere auf dem ersten Stück nahe Wildemann wurde daher vom Stollen aus auch Erz aufgeschlossen und abgebaut. Hierfür wurde unter anderem vom 19-Lachter-Adolph-Stollen der Blindschacht Ernst August als großer Versuchsbau ab 1844 abgeteuft. Vor allem vielversprechende Erzfunde auf Sohle des 13-Lachter-Stollens hatten zu dieser Entscheidung geführt. Einige Jahre später wurde der Schacht beim Auffahren des Ernst-August-Stollens wichtig, obwohl es zu starken Wasserzugängen kam. Kurz nach 1860 war der Blindschacht über einen Querschlag mit dem Ernst-August-Stollen in 112 Lachtern (215 Metern) Teufe durchschlägig.
Benannt wurde die Grube nach dem damaligen Landesfürsten Ernst August von Hannover. Die Grube Ernst-August war bis 1924 in Betrieb, dann wurde sie stillgelegt.

## Schaubergwerk
Von Wildemann aus ist heute ein etwa 500 m langes Stück des 19-Lachter-Adolph-Stollens bis zum Blindschacht als Besucherbergwerk zu besichtigen. Der Stollen vermittelt einen guten Eindruck von der Enge unter Tage und der mühevollen Arbeit der Bergleute. Er ist teilweise nur ca. 1,40 m hoch; normal bis groß gewachsene Besucher müssen über weite Strecken gebückt gehen.
Nach einigen hundert Metern Stollenbefahrung bietet sich ein Blick von einer Stahlbrücke in die gähnende Tiefe des ursprünglich 261 m tiefen Blindschachtes. Dieser ist seit 1996 mit einer 250 W Dampfdrucklampe ausgestattet, die 5 m unter der Stahlbrücke hängt; 100 m tiefer leuchtet seit 2015 eine LED-Lampe den unteren Bereich des Schachtes aus. Die Führung beinhaltet außerdem die Besichtigung einer Radstube mit dem 2013 rekonstruierten Kehrrad von 9 m Durchmesser und 2 m Breite. Des Weiteren ist eine ehemalige Kunstradstube zu sehen, die allerdings 1914 zum Turbinen- und Kompressorenraum modernisiert wurde, sowie ein Maschinenraum mit einer elektrischen Fördermaschine, der ebenfalls aus dem Jahr 1914 stammt.

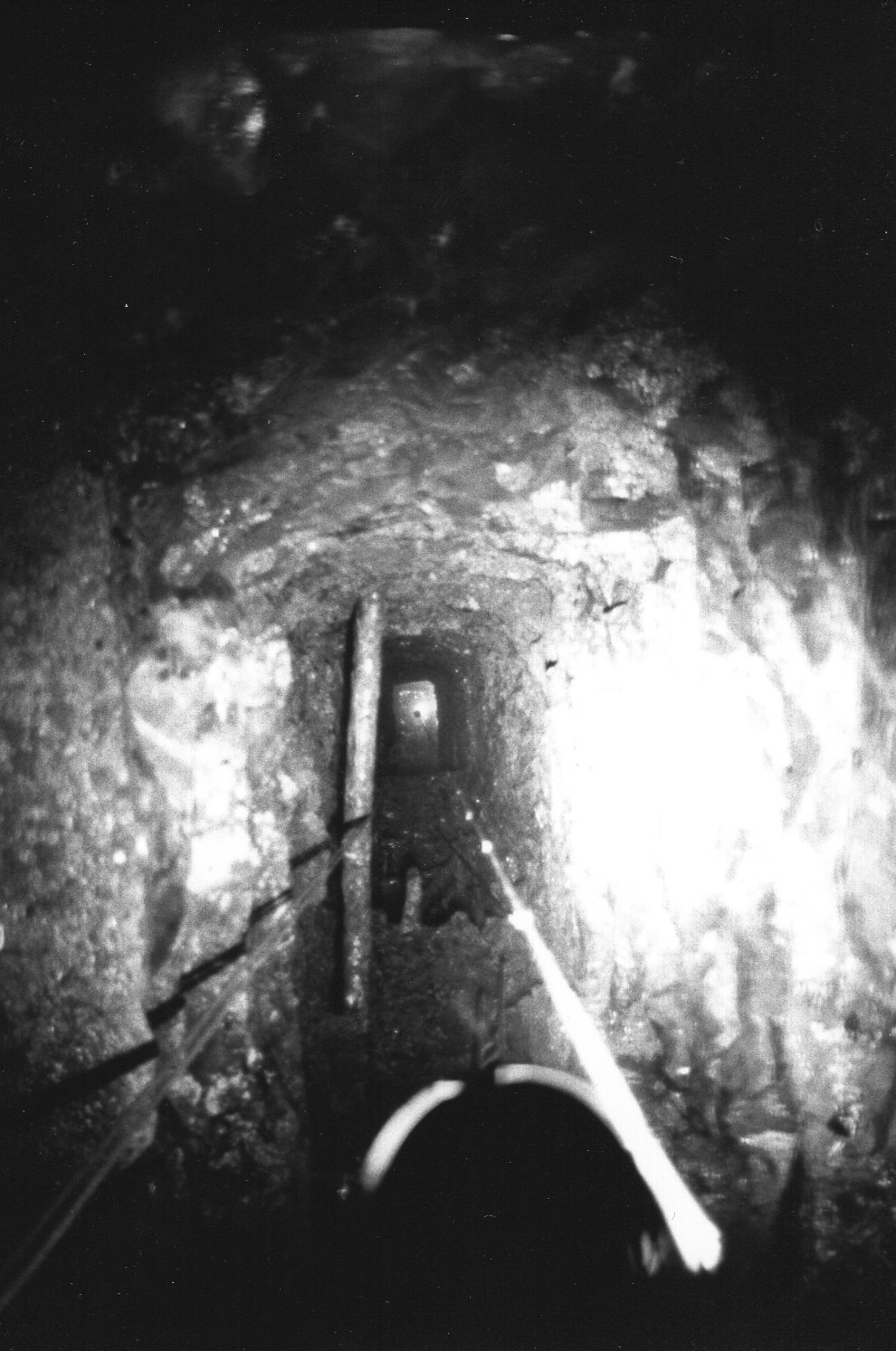
Blindschacht Ernst-August im Schaubergwerk
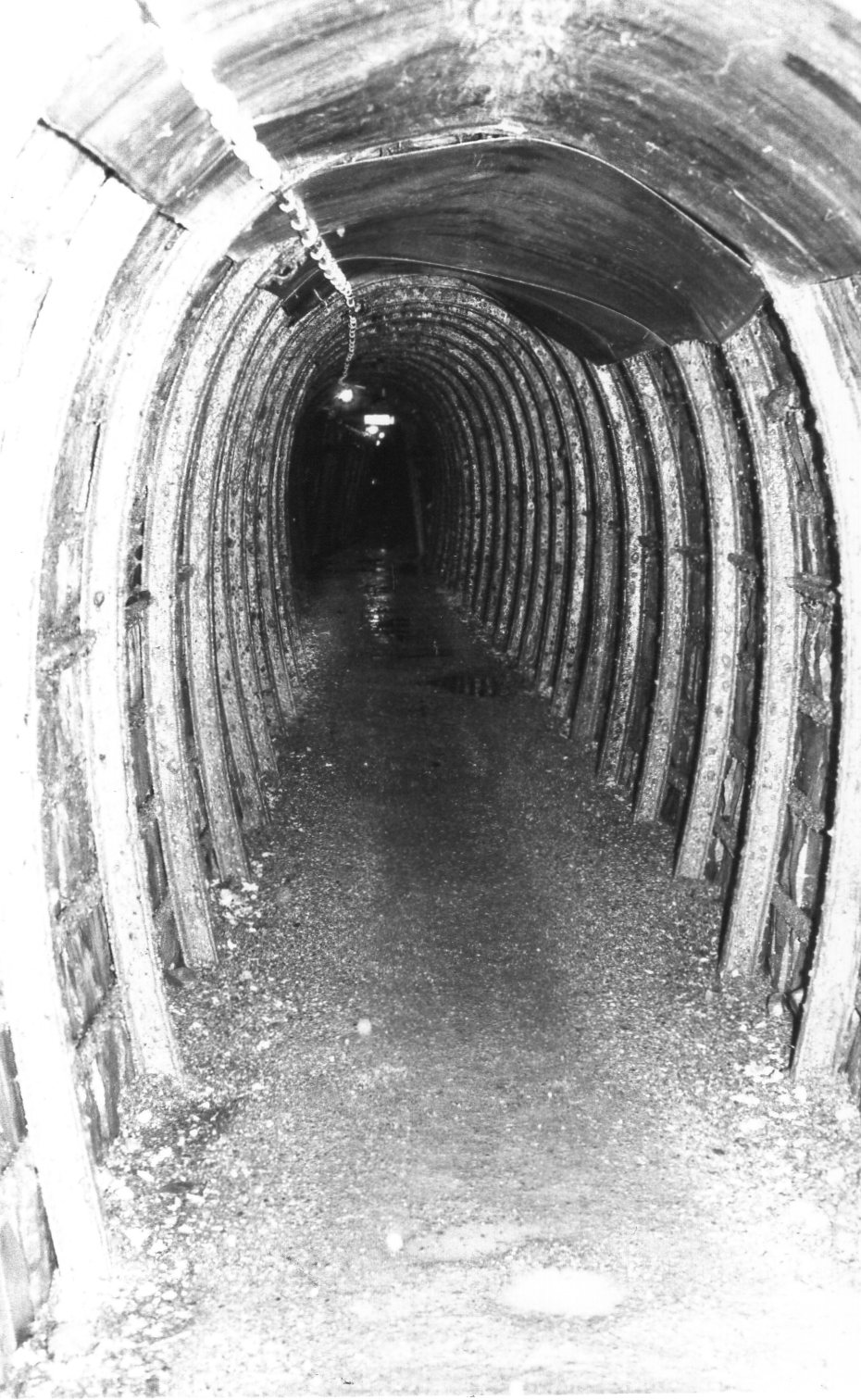
Stollen des Schaubergwerks
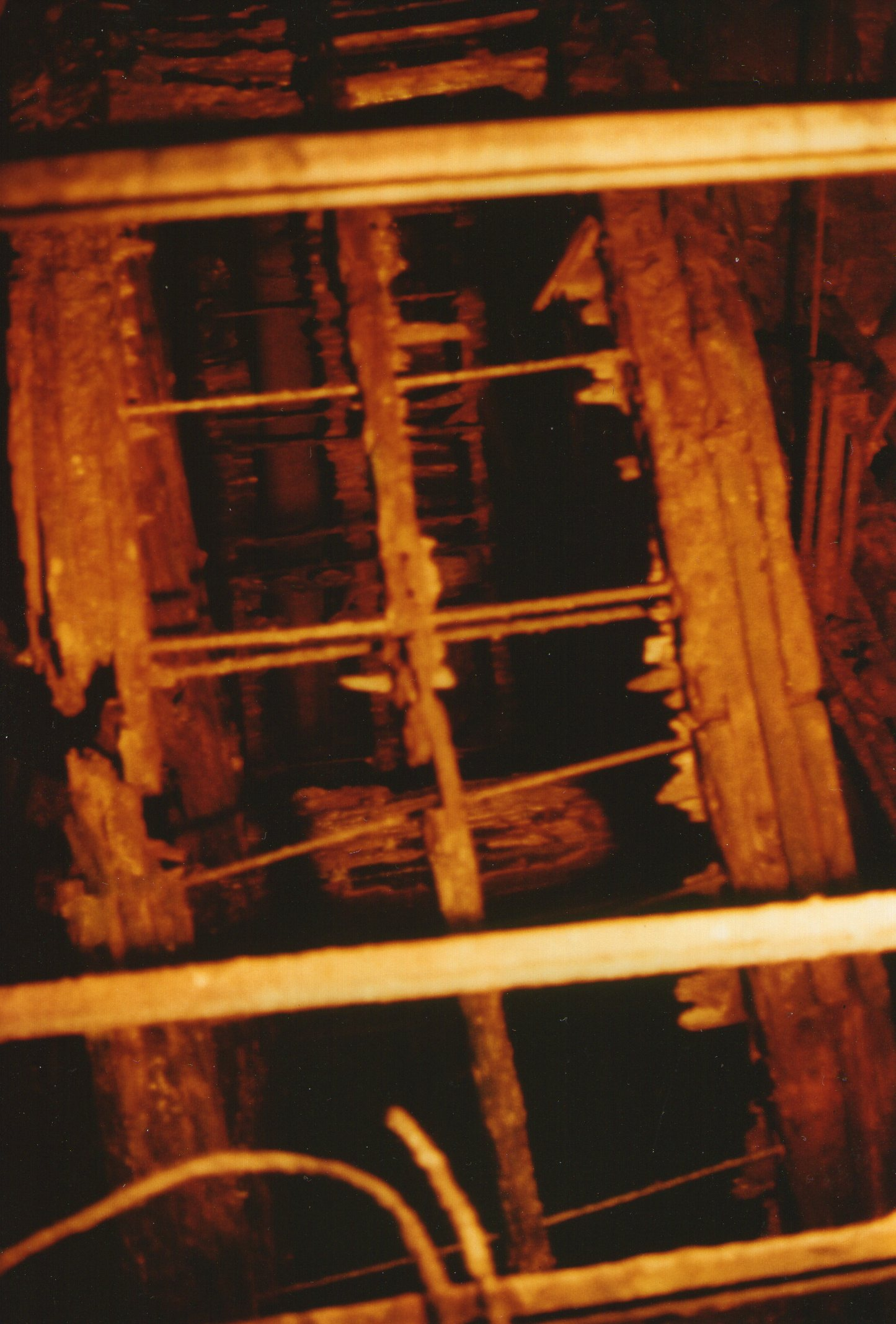
Kehrrad im Schaubergwerk 19-Lachter-Stollen (1995). Inzwischen ist das zerfallene historische Kehrrad ausgebaut und ein neues eingesetzt.